# Leonardo Rayo
Leonardo Benjamín Rayo Nordetti (* 24. November 1992 in Calera de Tango) ist ein ehemaliger chilenischer Fußballspieler.

## Karriere
Leonardo Rayo wurde 2012 Profispieler bei CSD Colo-Colo, wo er bereits in der Jugend gespielt hatte. Er wurde zunächst mehrfach verliehen und wechselte 2015 zu Lota Schwager in die Segunda División. Anschließend stand er noch bei Real San Joaquín und Deportes Colina unter Vertrag. Nach seiner Karriere begann er mit Futsal, er läuft aktuell für Coquimbo Unido auf.